# Roggenburg (Bavière)
Roggenburg est une commune de Bavière (Allemagne), située dans l'arrondissement de Neu-Ulm, dans le district de Souabe.